# Las bicicletas de Rosario
Las bicicletas de Rosario es una obra de arte urbano de Fernando Traverso, compuesta por 350 dibujos realizados en aerosol de color negro por medio de un esténcil, con la representación de bicicletas de tamaño real. Están pintadas en muros de casas y edificios de la ciudad de Rosario. Debajo de la bicicleta (entre las dos ruedas), se encuentra un número seguido de una barra y la cifra 350 en color rojo.

## Significado
Las bicicletas están relacionadas con la desaparición de personas durante la dictadura militar argentina (1976-1983). El número corresponde a los casos denunciados en Rosario, hasta entonces
El autor relató que la idea de representar a los desaparecidos por medio de bicicletas se originó en un episodio vivido durante la mencionada dictadura. En esos años, caminando por una calle de Rosario, se cruzó con un amigo suyo montado en una bicicleta. Sin embargo, contra la costumbre habitual, este no lo saludó, como si no lo conociera. Después de andar unos metros, encontró la bicicleta atada a un árbol, sola. Ante este hecho extraño, al otro día fue al lugar donde su amigo había atado su bicicleta, la misma seguía en el lugar. En ese momento, Traverso se dio cuenta de que su amigo había sido secuestrado por las fuerzas del terrorismo de Estado. Comprendió, también, que su amigo ya sabía que lo estaban siguiendo y que por tal motivo omitió el saludo, para no revelar que conocía al artista. De otra manera, ambos hubieran sido víctimas de la desaparición que incluía al considerado sospechoso y a su entorno. Más tarde, Traverso escribió un poema basado en este episodio, uno de cuyos versos dice:: "Me cuidaste y seguiste de largo". 

## Repercusión
La aparición de estos grafiti en la ciudad de Rosario durante los años 2001 y 2002 despertó la curiosidad de la población y, un tiempo después, de los medios de prensa. La presencia del número era una de las incógnitas, Cuando en algunas paredes se borraron las bicicletas, el autor escribió sobre el mismo muro: ¿Alguien vio una bibicleta que dejé aquí?
En reportajes y encuentros educativos, Traverso explicó el origen y el sentido de esta obra. Más tarde, pintó bicicletas, sin los números, en diversas instituciones educativas y culturales así como en trozos de tela llevados por ciudadanos y hasta en casas particulares. Algunas ciudades del país, y del exterior, se sumaron a la iniciativa reproduciendo el motivo de las bicicletas en sus paredes.
Las bicicletas se convirtieron en un símbolo de la memoria histórica en la ciudad, en especial desde que fue premiada por el Museo Municipal de Bellas Artes Juan B. Castagnino   el 19 de diciembre de 2003, En aquella ocasión el artista declaró:

Una bicicleta vacía refleja la imagen de un cuerpo ausente.
Fernando Traverso

Esta obra, además, dio origen al documental Trescientoscincuenta (2005) de Diego Fidalgo y a estudios académicos sobre la relación entre el arte y la política.
Una leyenda urbana interpretó que las bicicletas representaban al militante social Pocho Lepratti, apodado "El Ángel de la Bicicleta", asesinado por la policía provincial durante la represión de diciembre de 2001, es decir en el momento de la aparición de la mayor parte de los grafiti. Si bien no era el caso, frecuentemente se asocia a las bicicletas de Traverso con la memoria de Lepratti.